# ساری-تلگی (شهرستان توپ)
ساری-تلگی (به لاتین: Sary-Tölögöy) یک منطقهٔ مسکونی در قرقیزستان است که در شهرستان توپ واقع شده‌است. ساری-تلگی ۱٬۲۹۶ نفر جمعیت دارد و ۱٬۸۰۵ متر بالاتر از سطح دریا واقع شده‌است.